# Municipio de Lincoln (condado de Andrew)
El municipio de Lincoln (en inglés: Lincoln Township) es un municipio ubicado en el condado de Andrew en el estado estadounidense de Misuri. En el año 2010 tenía una población de 1184 habitantes y una densidad poblacional de 10,28 personas por km².

## Geografía
El municipio de Lincoln se encuentra ubicado en las coordenadas 39°54′41″N 94°55′27″O / 39.91139, -94.92417. Según la Oficina del Censo de los Estados Unidos, el municipio tiene una superficie total de 115.15 km², de la cual 113,42 km² corresponden a tierra firme y (1,5 %) 1,73 km² es agua.

## Demografía
Según el censo de 2010, había 1184 personas residiendo en el municipio de Lincoln. La densidad de población era de 10,28 hab./km². De los 1184 habitantes, el municipio de Lincoln estaba compuesto por el 97,55 % blancos, el 0,17 % eran afroamericanos, el 0,59 % eran amerindios, el 0,08 % eran asiáticos, el 0,34 % eran de otras razas y el 1,27 % eran de una mezcla de razas. Del total de la población el 1,35 % eran hispanos o latinos de cualquier raza.